# Мали Дол (Краљевица)
Мали Дол је насељено место у саставу града Краљевице у Приморско-горанској жупанији, Република Хрватска.

## Историја
До територијалне реорганизације у Хрватској налазио се у саставу старе општине Ријека.

## Становништво
На попису становништва 2011. године, Мали Дол је имао 180 становника.

## Попис1991.
На попису становништва 1991. године, насељено место Мали Дол је имало 200 становника, следећег националног састава:
| Попис 1991.‍  | Попис 1991.‍  | Попис 1991.‍ | Попис 1991.‍ | Попис 1991.‍ |
| ------------ | ------------ | ----------- | ----------- | ----------- |
|              |              |             |             |             |
| Хрвати       | Хрвати       |             | 183         | 91,50%      |
| Срби         | Срби         |             | 5           | 2,50%       |
| Црногорци    | Црногорци    |             | 4           | 2,00%       |
| Југословени  | Југословени  |             | 2           | 1,00%       |
| Руси         | Руси         |             | 1           | 0,50%       |
| неопредељени | неопредељени |             | 1           | 0,50%       |
| регион. опр. | регион. опр. |             | 4           | 2,00%       |
| укупно: 200  |              |             |             |             |